# Ijexás

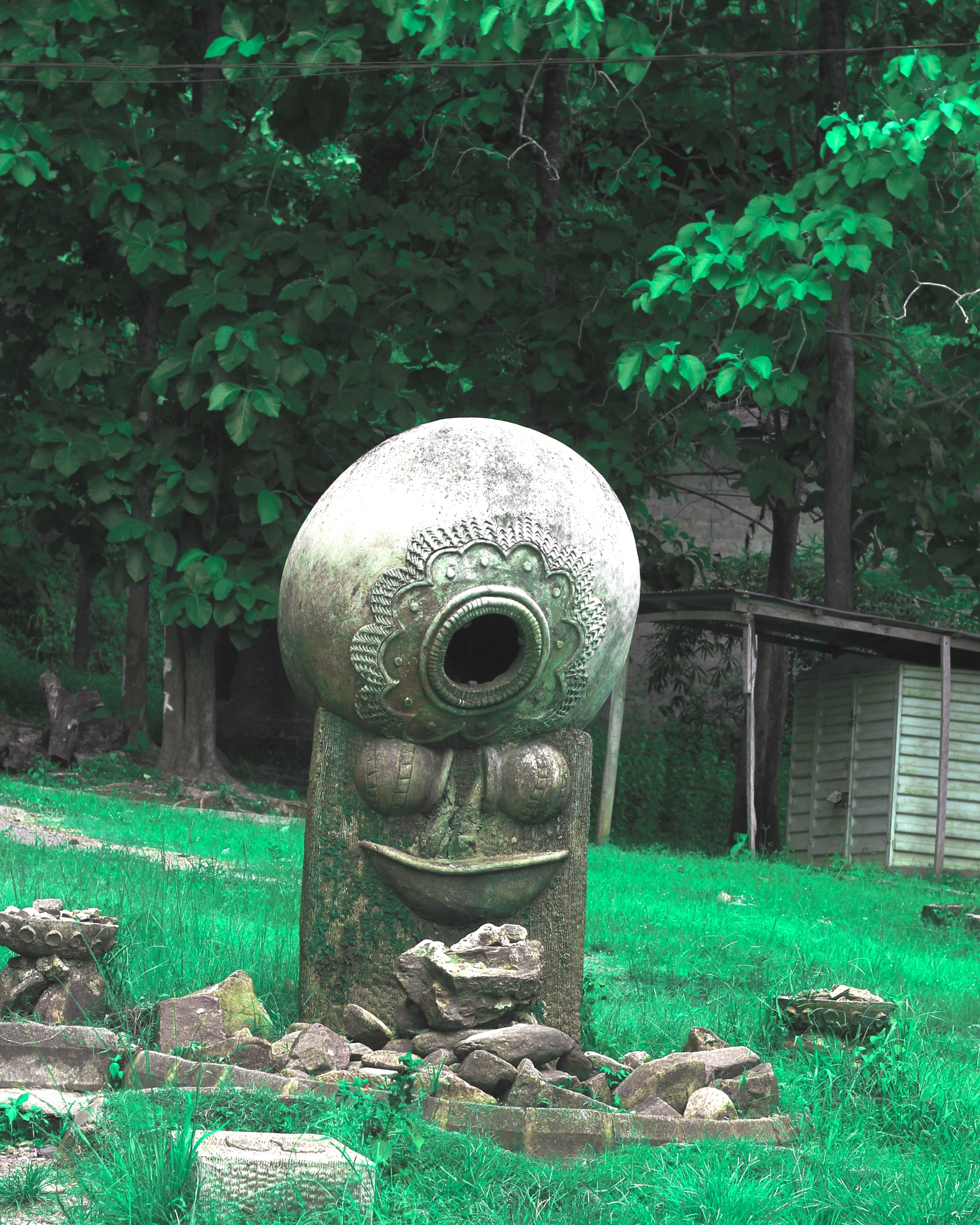
Símbolo ijexá, na cachoeira Erim-Ijexá

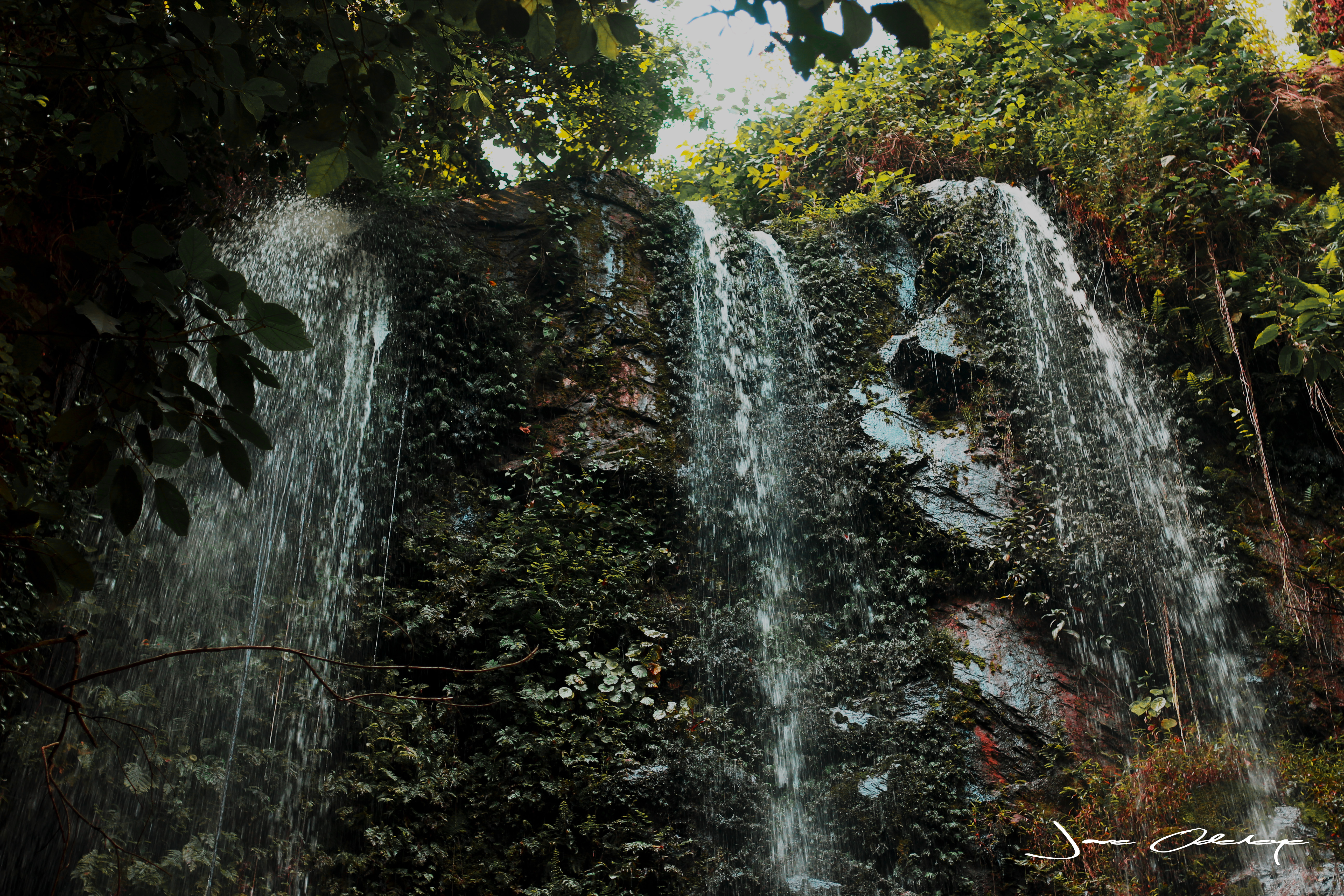
Um dos degraus da cachoeira Erim-Ijexá

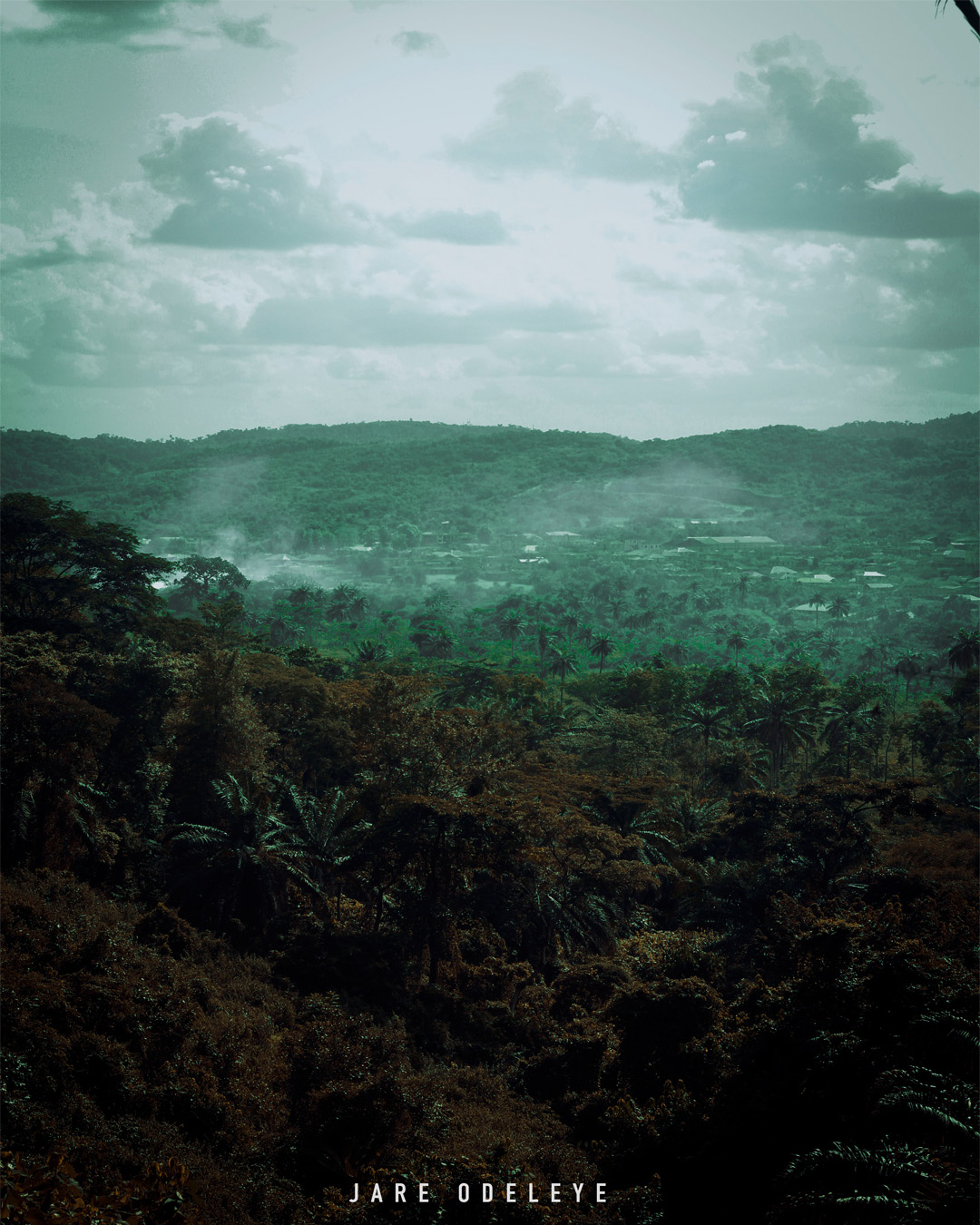
Vista do quarto degrau da queda de Erim-Ijexá

Os ijexás ou povo ijexá (em inglês Ijesha, em iorubá Ìjẹ̀ṣà), são um sub-grupo étnico dos Iorubás e um reino histórico nigeriano.
A região que habitam, na costa ocidental da África, é chamada de Ijexalândia, no estado nigeriano de Oxum, território que limita-se com o Equiti ao leste, Oió a oeste, Ibomina ao norte e Ifé pelo sul, e as principais cidades são Ipetu-Ijexá, Exá-Oquê, Ibocum, Ijebu-Ijexá, Ifeuará, Erim-Ijexá, Exá-Odô, Cajolá, Imeci-Ilê, Iqueji-Ilê, Ouena-Ijexá e Otã-Ilê.

## Origens míticas
Diversas lendas tratam da origem do povo ijexá, todas elas trazendo em comum o fato de que seria originário de Ilê-Ifé; uma das versões narra que o povo seria descente de Odudua, o mesmo do povo iorubá, por meio de seu filho Ouá (ou Ajibogum "aquele que busca a água do mar", termo que mais tarde designaria o rei local) que teria sido orientado pelo sacerdote de Ifá a que, para curar a cegueira do pai, fosse ao mar buscar um pouco de sua água para com ela, junto a outros ingredientes, curar a cegueira dele, o que de fato se deu.
Após essa tarefa ele decidiu partir em busca de nova morada e seu pai lhe deu uma grande coroa e o abençoou; Ouá assim saiu de Ilê-Ifé com seu irmão Agigiri junto a outras pessoas; no caminho, entretanto, muitos dos seguidores morreram; Obocum, descendente de Ouá, se estabeleceu na atual ijexalândia, motivo pelo qual seus moradores hoje se chamam "Omo Obocum" ("filhos de Obocum").
Num tempo mais distante, o primeiro Ouá (rei) procurou o alafim de Oió para reclamar do pequeno número de súditos que tinha e da pouca extensão de seu território; o monarca então lhe deu pequenas varas com as quais este retornou e, em sua terra, converteu as varetas em gente, crescendo deste modo o número de súditos; assim é que os povos vizinhos se referem aos ijexás como "Omo igi", ou seja, "filhos de varas".

## Características
Possuem os ijexás uma obstinação famosa, a tal ponto que são chamados de "Osomaalo", termo nativo que reflete sua determinação em cobrar as dívidas e significa "não saio até receber meu dinheiro"; também são famosos como guerreiros de bravura reconhecida, e que ficou patente na história do país durante a Guerra Quiriji no século XIX quando Ogedembê Abogumborô se tornou o comandante das tropas de Equiti Parapó contra o alafim, evitando que este conquistasse a Ijexalândia (teria, para isto, aliado suas habilidades guerreiras, uma personalidade ardilosa e ainda poderes místicos que o faziam teletransportar-se).
As pinturas tribais características de cada tribo, comuns no passado entre os iorubás, permitiam a identificação da origem da pessoa; embora os ijexás não possuíssem uma determinada marca, na maior parte das vezes a pintura identitária era feita com cinco a seis linhas horizontais em cada bochecha, bem riscadas e longas.
O prato típico é um ensopado de inhame picado (ali chamado "Iyan") regado com vinho de palma.

## Atrativos da Ijexalândia
A principal atração da terra dos ijexás são as quedas Erim-Ijexá (ou Olumirim), composta por sete degraus; no mais alto deles fica a vila de Abake; a paisagem é formada pela queda d'água entre as rochas e a rica vegetação que a ladeia.
Também compõem o acervo histórico e cultural o "Museu da Guerra Quiriji", situado em Imeci-Ilê; os santuários de Agirigiri em Ijebu-Ijexá e de Ogum em Ipolê e os palácios Ouá-Obocum e Obanlá, em Ilexá.

## Festival a Ogum
A principal festa deste povo é o Iudê Ogum (Iwude Ogun), no qual o rei (Ouá) é obrigado a realizar visitas a todos os chefes tradicionais de Ilexá.